# Williams FW15C
Chronologie des modèles (1993)
Williams FW14B Williams FW16
La Williams FW15C est la monoplace engagée par l'écurie Williams F1 Team lors de la saison 1993 de Formule 1. Elle est pilotée par le Français Alain Prost, qui était consultant pour TF1 l'année précédente, et par l'Anglais Damon Hill, ancien pilote d'essai de l'écurie, et pilote Brabham en 1992. La FW15C est équipée d'un moteur Renault, tout comme l'écurie Ligier.

## Historique
Comme en 1992, saison qu'elle a pleinement dominé, la Williams-Renault apparaît rapidement comme la meilleure voiture du plateau. En Afrique du Sud, Prost réalise la pole position et remporte la première course de la saison. Il récidive en qualifications au Brésil, où les Williams monopolisent la première ligne, mais abandonne après un accrochage avec la Minardi de Christian Fittipaldi. Damon Hill termine deuxième et monte sur son premier podium. Les voitures anglo-françaises monopolisent à nouveau la première ligne à Donington Park, Prost devançant Hill, mais échouent à nouveau à concrétiser : Ayrton Senna et sa McLaren-Ford Cosworth remportent une deuxième victoire d'affilée, ce qui permet au Brésilien et à son écurie de mener le championnat, bien qu'elle et Williams soient à égalité de points (26).
La situation se débloque quelque peu pour Prost à Saint-Marin et en Espagne, où il concrétise ses pole positions et reprend la tête du championnat ; Hill, toujours à ses côtés en première ligne, demeure en proie à des soucis. À Monaco, Senna s'impose devant Hill tandis que Prost est quatrième. Le Brésilien reprend la tête du championnat et, malgré six pole positions en autant de courses et quatre premières lignes verrouillées, Williams n'a remporté que trois courses, n'a pas obtenu de doublé et n'a que onze points d'avance sur McLaren (55 à 44).
Prost remporte des épreuves du Canada et de France et Hill l'accompagne sur le podium, troisième à Montréal puis deuxième à Magny-Cours où il réalise sa première pole position. À Silverstone, pour son Grand Prix national, Damon Hill, en passe de remporter sa première victoire, renonce après l'explosion de son moteur. Il s'offre une nouvelle chance en Allemagne mais renonce à nouveau, son pneu arrière-gauche ayant déchapé à quelques kilomètres de l'arrivée. Prost profite des malheurs de son équipier pour obtenir deux nouvelles victoires et, à l'issue de sa 51e et dernière victoire, le nouveau record, il mène le championnat des pilotes avec 27 points d'avance sur Senna (77 à 50) ; Williams mène avec 52 points d'avance sur McLaren (105 à 53).
Hill remporte la première victoire de sa carrière au Grand Prix de Hongrie. En Belgique, il s'impose à nouveau, quand Prost est troisième, ce qui permet à Williams d'être champion des constructeurs alors que quatre Grands Prix restent à courir. Il enchaîne avec une troisième victoire consécutive, lors du Grand Prix d'Italie, où Prost abandonne sur une casse moteur. Au Portugal, les Williams sont une fois de plus en première ligne mais Hill cale pendant le tour de formation et doit s'élancer du fond de grille. Il termine troisième, derrière Prost, qui remporte son quatrième et dernier titre mondial.
Au Japon, Prost réalise sa treizième et dernière pole position de la saison, la trente-troisième et dernière de sa carrière, avant d'être battu par Senna le lendemain. Pour le dernier Grand Prix, en Australie, les Williams-Renault sont battues, pour la seule fois de la saison, par Senna et sa McLaren, qui mettent fin à une série record de vingt-quatre pole positions consécutives (série entamée au Grand Prix de France 1992). Le Brésilien s'impose devant Prost, qui monte sur son 106e et dernier podium à l'issue de son 199e et dernier départ, et Hill.
Williams conclut la saison avec 10 victoires dont un doublé (au Grand Prix de France), 15 pole positions (comme la saison précédente), 12 fois les 1ère et 2ème place sur la grille de départ, 22 podiums et 168 points lui permettant de décrocher un sixième titre des constructeurs. Elle a également terminé tous les Grands Prix de la saison dans les points, une première dans son histoire.
Après le dernier Grand Prix, David Coulthard teste à son volant une transmission CVT conçue par Van Doorne Transmissie. Cette transmission, rendant la monoplace encore plus rapide que ses concurrentes, est bannie pour 1994 par la FIA.

## Utilisation du moteur
Le Renault R55 équipant la FW15C (ainsi que la Ligier JS39) fut utilisé pour la conception de la Renault Espace F1, concept-car né d'un partenariat entre Renault et Matra pour fêter les dix ans de la Renault Espace.

## Résultats en championnat du monde de Formule 1

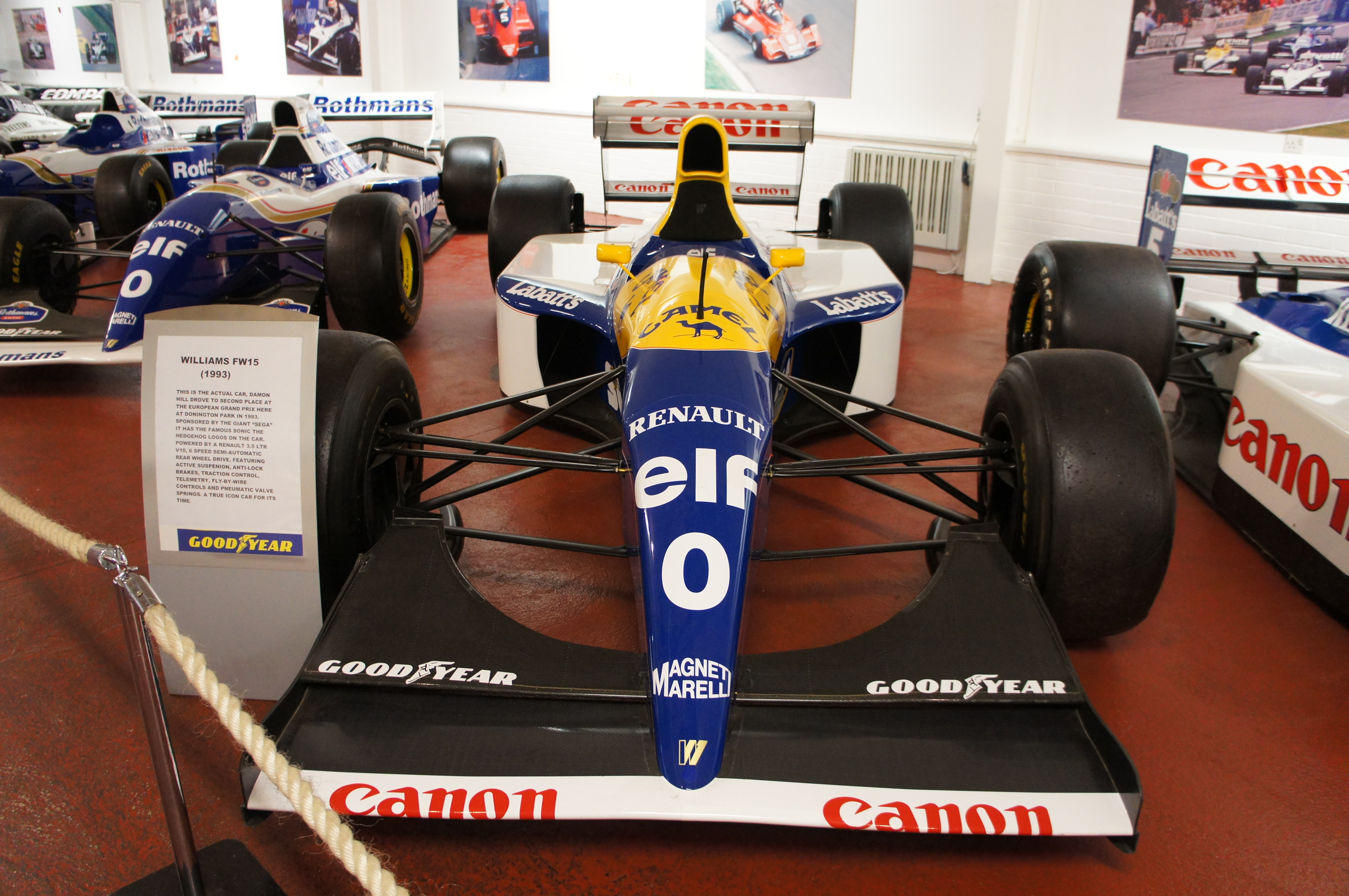
La Williams FW15C de Damon Hill au musée de Donington Park.

| Saison | Écurie              | Moteur          | Pneus    | Pilotes     | Courses | Courses | Courses | Courses | Courses | Courses | Courses | Courses | Courses | Courses | Courses | Courses | Courses | Courses | Courses | Courses | Points inscrits | Classement |
| Saison | Écurie              | Moteur          | Pneus    | Pilotes     | 1       | 2       | 3       | 4       | 5       | 6       | 7       | 8       | 9       | 10      | 11      | 12      | 13      | 14      | 15      | 16      | Points inscrits | Classement |
| ------ | ------------------- | --------------- | -------- | ----------- | ------- | ------- | ------- | ------- | ------- | ------- | ------- | ------- | ------- | ------- | ------- | ------- | ------- | ------- | ------- | ------- | --------------- | ---------- |
| 1993   | Canon Williams Team | Renault RS5 V10 | Goodyear |             | AFS     | BRÉ     | EUR     | SMR     | ESP     | MON     | CAN     | FRA     | GBR     | ALL     | HON     | BEL     | ITA     | POR     | JAP     | AUS     | 168             | Champion   |
| 1993   | Canon Williams Team | Renault RS5 V10 | Goodyear | Damon Hill  | Abd     | 2e      | 2e      | Abd     | Abd     | 2e      | 3e      | 2e      | Abd     | 15e     | 1er     | 1er     | 1er     | 3e      | 4e      | 3e      | 168             | Champion   |
| 1993   | Canon Williams Team | Renault RS5 V10 | Goodyear | Alain Prost | 1er     | Abd     | 3e      | 1er     | 1er     | 4e      | 1er     | 1er     | 1er     | 1er     | 12e     | 3e      | 12e     | 2e      | 2e      | 2e      | 168             | Champion   |

Légende : ici 